# 그루지 2
《그루지 2》(영어: The Grudge 2)는 미국에서 제작된 시미즈 다카시 감독의 2006년 초자연 공포 영화이다. 《그루지》(2004)의 속편이자 그루지 프랜차이즈 두 번째 작품이다. 세라 미셸 겔러, 앰버 탬블린 등이 출연하였고, 이치세 다카시게 등이 제작에 참여하였다.
북아메리카에서는 13일의 금요일인 2006년 10월 13일 개봉되었다.
2009년 속편 《그루지 3》으로 이어지며, 2019년 일종의 리부트인 《그루지》가 공개되었다.

## 줄거리
실제 서사는 비선형으로 전개된다.
2004년 일본 도쿄. 언론인 이슨이 불타는 사에키가에서 캐런을 구한 뒤 캐런의 여동생 오브리가 병원에 찾아온다. 오브리와 이슨의 눈앞에서 캐런이 가야코에게 죽은 뒤 두 사람은 가야코의 일기를 찾으러 사에키가를 찾는다. 이슨은 오브리를 집 밖에서 기다리게 하지만 도시오가 안으로 잡아끌어 저주를 건다.
이슨은 일기를 통해 가야코의 어머니가 손님에게 붙은 악령을 핏방울을 통해 빼내고 딸 가야코에게 되먹이는 방식으로 치료해온 이타코라는 사실을 알게 된다. 이슨이 사에키가를 찍은 필름을 현상하는 중에 현상액에 담긴 사진 속에서 가야코가 빠져나와 이슨을 죽인다.
오브리는 홀로 가야코의 어머니가 있는 시골집으로 향한다. 가야코의 어머니는 자신이 아니라 남편의 학대가 저주의 기원이며 이는 돌이킬 수 없다고 경고하는데 가야코가 어머니를 죽인다. 이어 다케오가 나타나 아내 가야코의 부정한 속내를 발각했던 순간을 재현하며 오브리를 가야코의 대역으로 삼아 목을 꺾어 죽인다.
2006년 일본 도쿄. 여학생 셋이 담력 체험으로 흉가인 사에키가를 찾는다. 버네사와 미유키가 앨리슨을 옷장에 가둔 뒤 앨리슨은 가야코의 영으로 보이는 존재를(후에 오브리의 영으로 드러난다) 마주하고, 놀란 여학생들은 도망친다. 미유키와 버네사는 차차 저주에 당해 사라지고 앨리슨은 그간 사건을 조사해 온 학교 상담사에게 불려가 자초지종을 설명하게 되는데, 상담사는 이미 직접 그 집을 찾아갔다가 귀신이 된 상태로 밝혀진다. 앨리슨은 친구들 귀신에 시달리다가 시카고로 돌아간다.
2006년 미국 시카고. 킴블가가 시카고 아파트로 이사한 뒤 소년 제이크 킴블은 신문지로 창을 가리고 후드를 뒤집어 쓰고 사는 이웃이 초래한 어떤 기묘한 존재 때문에 겁에 질린다. 제이크의 아버지 빌이 다케오에게 사로잡혀 의처증을 보이자 새어머니 트리시도 저주의 영향으로 프라이팬을 휘두른다. 제이크는 누나 레이시와 집에 돌아온 뒤 가족들이 모두 죽어 있는 걸 발견한다. 후드를 쓴 이웃의 정체는 앨리슨이었으며, 앨리슨은 제이크에게 저주가 자신을 따라왔다고 설명한다. 곧 후드 안에서 가야코가 나타나 앨리슨을 순식간에 사라지게 만들고 제이크를 공격하기 시작한다.

## 출연진
- 세라 미셸 겔러
- 앰버 탬블린
- 애리엘 케블
- 후지 다카코
- 천관시
- 세라 로머
- 매슈 나이트
- 우노 미사코
- 테리사 파머
- 다나카 오가
- 제니퍼 빌스
- 크리스토퍼 커즌스
- 조애나 캐시디
- 이브 고든
- 제나 더완
- 이시바시 료
- 숀 시포스
- 제이슨 베어

## 기타 제작진
- 공동 제작: 드루 크러벨로, 신타로 시모사와, 마이클 커크
- 라인 제작: 빌 배너먼
- 배역: 낸시 네이어 버티노, 켈리 마틴 와그너
- 미술: 이와오 사이토, 존 마시넉
- 의상: 크리스틴 M. 버크, 다니구치 미유키